# Aonio Paleario
Aonio Paleario, eigentlich Aonio della Pagliara (* 1503 in Veroli; † 3. Juli 1570 in Rom) war ein italienischer Humanist, Rhetoriker und Reformator, der von der Inquisition als Ketzer angeklagt, verurteilt und erhängt wurde.

## Leben und Wirken
Aonio Paleario war ein Sohn des Händlers Matteo della Pagliara aus Salerno und der Clara Jannarilli aus Veroli. Er verwaiste früh und kam unter die Aufsicht des Notars Giovanni Martelli und von Ennio Filonardi, des Bischofs seiner Heimatstadt Veroli. 1520 ging er zum Studium antiker Sprachen und Philosophie nach Rom. 1523 besuchte er Vorlesungen beim Rhetoriker Piero Valeriano, 1525 Philosophieunterricht bei Ludovico Boccadiferro, Pietro Alconcio und Lazzaro Bonamico. Während dem Sacco di Roma, der Plünderung Roms durch die Söldnerheere, wich er 1527 nach Siena aus, wo er auch die Schriften von Homer und Vergil lesen konnte. 1529 war er kurz bei Filonardi in Perugia, dann 1530 in Siena und ab 1532 in Padova. Hier verteidigte er Antonio Bellanti aus Siena vor Gericht, dem ein Verstoß gegen das Lohngesetz zur Last gelegt wurde. Auch lernte er die reformorientierten kirchlichen Kreise um Pietro Bembo, Benedetto Lampridio, Gasparo Contarini und Reginald Pole kennen.
Um 1534 las Paleario Werke von Erasmus von Rotterdam, Martin Luther, Philipp Melanchton und die biblischen Schriften. Und er schloss sich der wiederentdeckten evangelischen Einsicht der Rechtfertigung aus Glauben an. Diese Erkenntnis verarbeitete er in einem religiösen Gedicht in lateinischer Sprache De immortalitate animorum, das 1536 in Lyon erschien.
1537 heiratete Paleario Marietta Guidotti und hatte mit ihr zwei Söhne und drei Töchter, mit denen er in Cecignano, in Colle Val d'Elsa, in der Nähe von Siena lebte und als Privatlehrer arbeitete.
Im Rahmen der Gegenreformation wurde Paleario 1542 in Rom beschuldigt, eine ketzerische Abhandlung mit dem Titel Libellus de morte Christi geschrieben zu haben. Das kirchliche Gericht unter Vorsitz des Erzbischofs Sienas Francesco Bandini Piccolomini sprach ihn am 12. Dezember wegen unzureichender Beweise frei, aber er konnte den Lehrstuhl für lateinische Literatur in Siena nicht besetzen. Ende des Jahres 1544 sandte er einen Brief an Martin Luther, Philipp Melanchthon, Martin Bucer und Johannes Calvin, in dem er seine Hoffnung ausdrückte, dass eine Versöhnung mit der katholischen Kirche noch möglich wäre, sofern man beim Konzil den korrupten Bischöfen nicht das Urteil überließe. 1546 wurde er als Rhetoriker an die Oberschule von Lucca berufen, wo er bis 1555 lehrte. Dort schrieb er wahrscheinlich seinen ätzenden Angriff auf das Papsttum, Actio in pontifices romanos et eorum asseclas. Das Werk erschien aber erstmals 1606 in Leipzig und 1696 in Amsterdam.
Da seine reformatorisch gesinnten Freunde und Beschützer in Lucca zunehmend gezwungen waren zu flüchten, ging er nach Mailand, das näher bei seinen evangelischen Mitstreitern lag. Dort war er als Hochschullehrer für griechische und lateinische Sprache tätig. Der Dichter Publio Francesco Spinola und der Kardinal Cristoforo Madruzzo wurden seine Freunde. Mit Celio Secondo Curione korrespondierte er seit 1551, und Theodor Zwinger, Bonifacius und Basilius Amerbach, Johannes Oporinus und Tommaso Guarino veröffentlichten seine Werke in Basel. 1559 wurde er von Fra Vittorio von Florenz bei der Inquisition angeklagt, 1560 vom Inquisitor Fra Angelo von Cremona erneut freigesprochen. In Mailand pflegte er weiter briefliche Kontakte mit den Reformatoren Philipp Melanchton, Martin Bucer und Johannes Calvin. Jetzt wollte er ein allgemeines Konzil ins Leben rufen und so der Reformation in Norditalien zum Durchbruch verhelfen.
Nach dem Amtsantritt von Papst Pius V. (1567) wurde er vom Mailänder Inquisitor Fra Angelo von Cremona unter erneute Ketzeranklage gestellt, und im Jahr danach schickte man ihn am 2. Mai nach Rom, um den Prozess weiterzuführen. Dort befand er sich in zweijähriger Haft im Gefängnis Tor di Nona und wurde unter Druck gesetzt, seinem evangelischen Glauben abzuschwören. Da er sich weigerte, wurde er am 3. Juli 1570 als reueloser Ketzer erhängt und verbrannt.

## Gedenktag und Erinnerungen
- 3. Juli im Evangelischen Namenkalender.[4]
- In Italien sind Straßen in Patrica und Frosinone nach ihm benannt

## Schriften
- De immortalitate animorum, Sébastien Gryphe, Lyon 1536 und 1552.
- Libellus de morte Christi, 1542.
  - Le Bienfait de Jésus-Christ Crucifié, übersetzt von Louis Bonnet 1856; Nachdruck ThéoTeX, Independently, 2017, ISBN 978-1-5220-6445-9.
  - Die hochnützliche Schrift von der Wohlthat Jesu Christi des Gekreuzigten gegen die Christen, Dörffling & Franke, Leipzig 1857; Nachdruck Nabu Press, 2012, ISBN 978-1-272-75407-5.
  - The Benefit of Christ's Death, Nachdruck Franklin Classics, 2018, ISBN 978-0-343-48582-5.
- Praefatio De ratione studiorum, Francesco e Simone Moscheni, Mailand 1555.
- Dialogo intitolato il Grammatico overo delle false essercitationi delle scuole, Francesco Franceschini, Venedig 1567.
- Actio in pontifices romanos et eorum asseclas, Heidelberg 1600, Leipzig 1606 und Amsterdam 1696
  - Atto di accusa contro i papi di Roma ed i loro seguaci, Bastogi, 1998, ISBN 978-88-8185-139-3
- Dell'Economia o vero del Governo della Casa, Olschki, 1983, ISBN 978-88-222-3160-4